# أوليفيا أندرسون
أوليفيا أندرسون (18 نوفمبر 1987 بجنوب أفريقيا - ) (بالإنجليزية: Olivia Anderson)‏ هي لاعبة كريكت جنوب أفريقية. شاركت مع منتخب جنوب أفريقيا الوطني للكريكت.

## وصلات خارجية
- أوليفيا أندرسون على موقع إي آس بي آن كريك إنفو (الإنجليزية)